# Rhododendron haofui
Rhododendron haofui là một loài thực vật có hoa trong họ Thạch nam. Loài này được Chun & W.P. Fang miêu tả khoa học đầu tiên năm 1957.